# Tiro prático

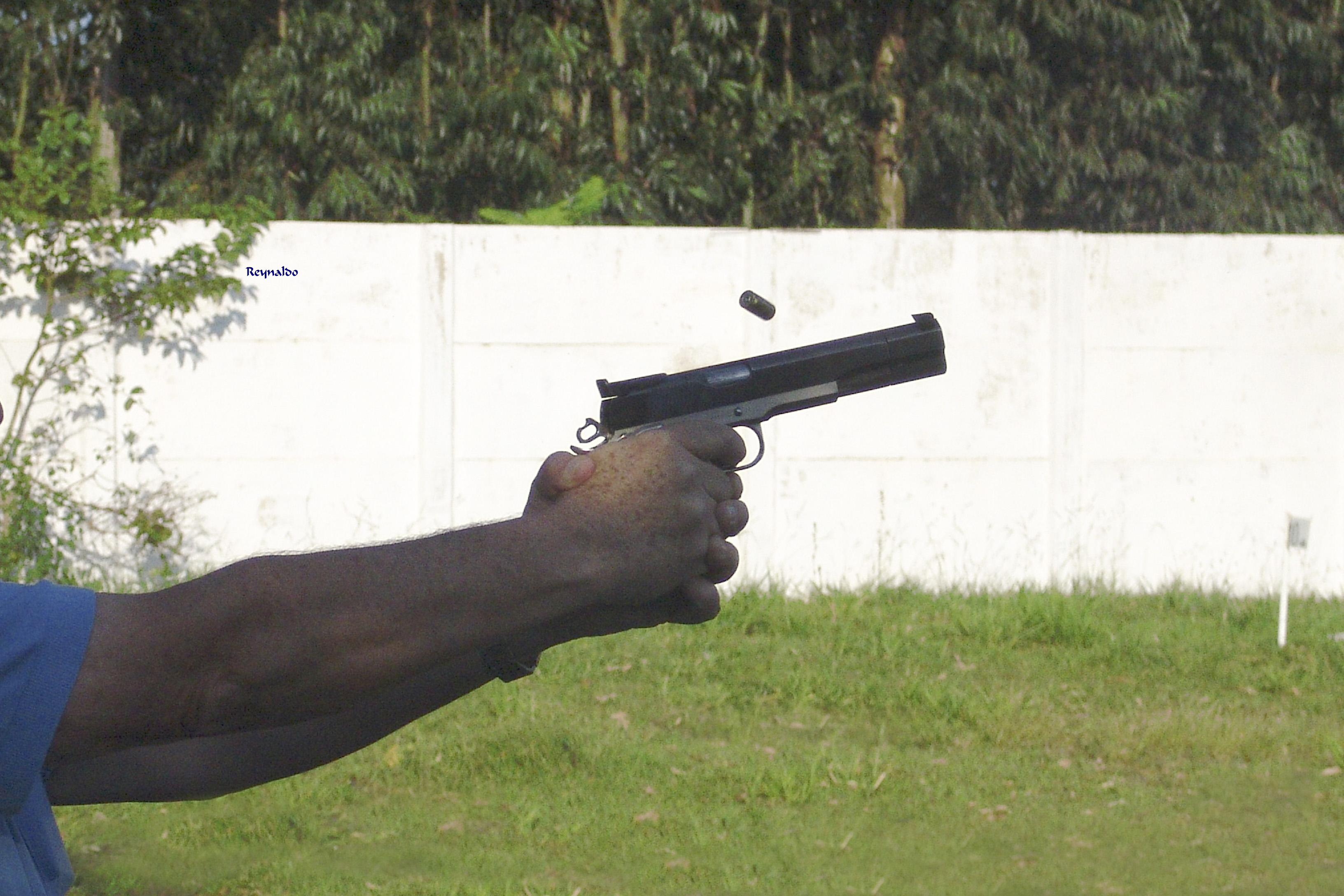
Pistola.45 no momento do disparo ejetando a cápsula, (tiro prático)

Tiro prático é uma modalidade desportiva em que se utilizam armas de fogo para executar exercícios típicos da competição em alvos de papel ou metal, sendo que a modalidade conhecida como IPSC (arma curta: revólver, pistola e arma longa: rifle, carabina, espingarda) é uma das mais praticadas.
O tiro prático no Brasil é a união de várias modalidades nacionais e internacionais, sendo dirigido e organizado pela Confederação Brasileira de Tiro Prático, sucessora da Associação Brasileira de Tiro Prático fundada em 1989 pela Federação Gaúcha de Tiro Prático, Federação Paranaense de Tiro Pratico e Federação Paulista de Tiro Prático.
A estas 10 entidades juntaram-se outras, perfazendo um total de 23 Federações, cerca de 303 clubes e aproximadamente 4218 atletas registrados até a data de hoje.